# Cañadón Seco
Cañadón Seco is een plaats in het Argentijnse bestuurlijke gebied Deseado in de provincie Santa Cruz. De plaats telt 734 inwoners.